# サマセット郡 (ニュージャージー州)
サマセット郡（サマセットぐん、英: Somerset County）は、アメリカ合衆国ニュージャージー州の中央部北に位置する郡。人口は34万5361人（2020年）。ニューヨーク都市圏に含まれる。郡庁所在地はサマービル・ボロ（人口1万2098人）であり、同郡で人口最大の自治体はフランクリン・タウンシップ（人口6万2300人） である。
2000年の一世帯当たり年収中央値で国内第9位、州内では第1位だった。アメリカ合衆国商務省経済分析局に拠れば、2009年の一人当たり年収で国内3,113郡のうちの第11位、州内では第1位だった。一世帯当たり年収中央値でも国内第8位だった。
サマセット郡は1688年5月14日にミドルセックス郡から分離して設立された。

## 歴史
サマセット郡はアメリカ合衆国でも最古クラスの郡であり、郡名はイングランドのサマセットから採られた。最初に入植が行われたのは1681年のバウンドブルック付近であり、郡としては1688年5月22日に認可によって設立された。初期住人の大半はオランダ人だった。アメリカ独立戦争の時にジョージ・ワシントンとその軍隊が何度か郡内を通り、地域にある家屋で睡眠を取った。第一次世界大戦と第二次世界大戦では、武器庫があり、軍隊の毛織毛布を製造して重要な役目を果たした。
サマセット郡んはその歴史の大半で農業郡だった。19世紀後半、郡内のサマセットヒルズ地域が裕福な工業資本家の田舎の家を建てる場所として人気があった。この地域は現在も裕福な薬品工業家の家の立地となっている。
1960年代、かつてはほとんど農業地帯だったタウンシップが急速に郊外町に変身した。その例として、ブリッジウォーターや、ワチャングのワチャングヒルズ、グリーンブルック、ウォーレン・タウンシップがある。この成長に、薬品など技術を持った会社が入って発展が加速された。実際にウォーレン・タウンシップはかつて州内でも最も緑の多い場所と見られていた。そこに近年ではニュージャージー・トランジットやグラッドストン支線、あるいは州間高速道路78号線を使ってニューヨーク市に通勤する住民が大量に流入してきた。

## 地理
アメリカ合衆国国勢調査局に拠れば、郡域全面積は304.86平方マイル (789.6 km2)であり、このうち陸地301.81平方マイル (781.7 km2)、水域は3.04平方マイル (7.9 km2)で水域率は1.00%である。
郡内最高地点はバーナーズビルにあるマイン山であり、海抜約860フィート (260 m) である。最低地点はミドルセックス郡との郡境のラリタン川沿いの海面である。

### 交通

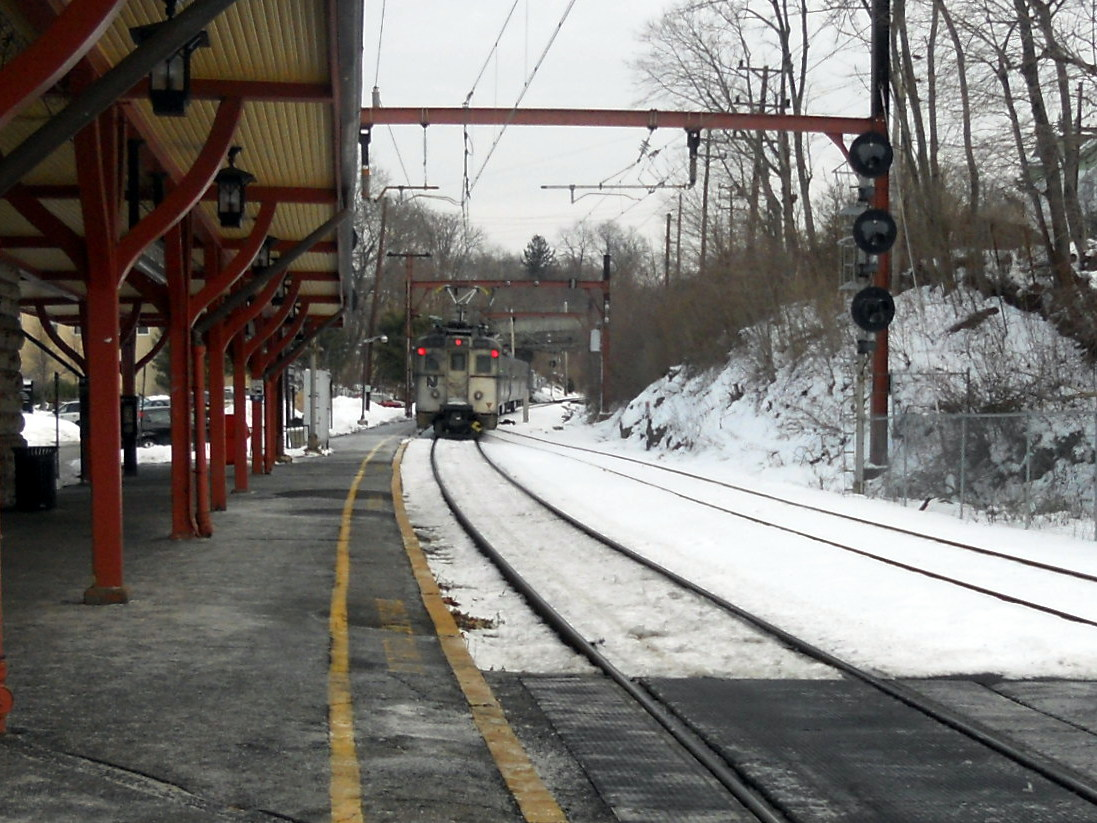
バーナーズビル駅

郡内を通る主要郡道としては、512号線、514号線、518号線、523号線、525号線、527号線、529号線、531号線、533号線がある。
ニュージャージー州道としては、27号線（フランクリン・タウンシップ内のみ）と28号線の2本である。
アメリカ国道は22号線、202号線、206号線が通っている。
州間高速道路は78号線と287号線である。
州間高速道路95号線はマーサー郡ホープウェル・タウンシップからフランクリン・タウンシップまでの「サマセット・フリーウェイ」にそって計画されたが、1983年に建設中止になった。
ニュージャージー州道18号線が南東のニューブランズウィック市との境を走っている。
公共交通は幾つかの交通機関が運行している。

### 気候と気象
近年、郡庁所在地であるサマービルの平均気温は1月の18°F (-8 ℃) から7月の85°F (29 ℃) まで変化している。過去最低気温は1984年1月に記録された-16°F (-27 ℃) であり、過去最高気温は1955年8月に記録された105°F (41 ℃) である。月間降水量は2月の2.84インチ (72 mm) から7月の4.83インチ (123 mm) まで変化している。

### 隣接する郡
- モリス郡 - 北
- ユニオン郡 - 東
- ミドルセックス郡 - 南東
- マーサー郡 - 南
- ハンタードン郡 - 西

## 人口動態

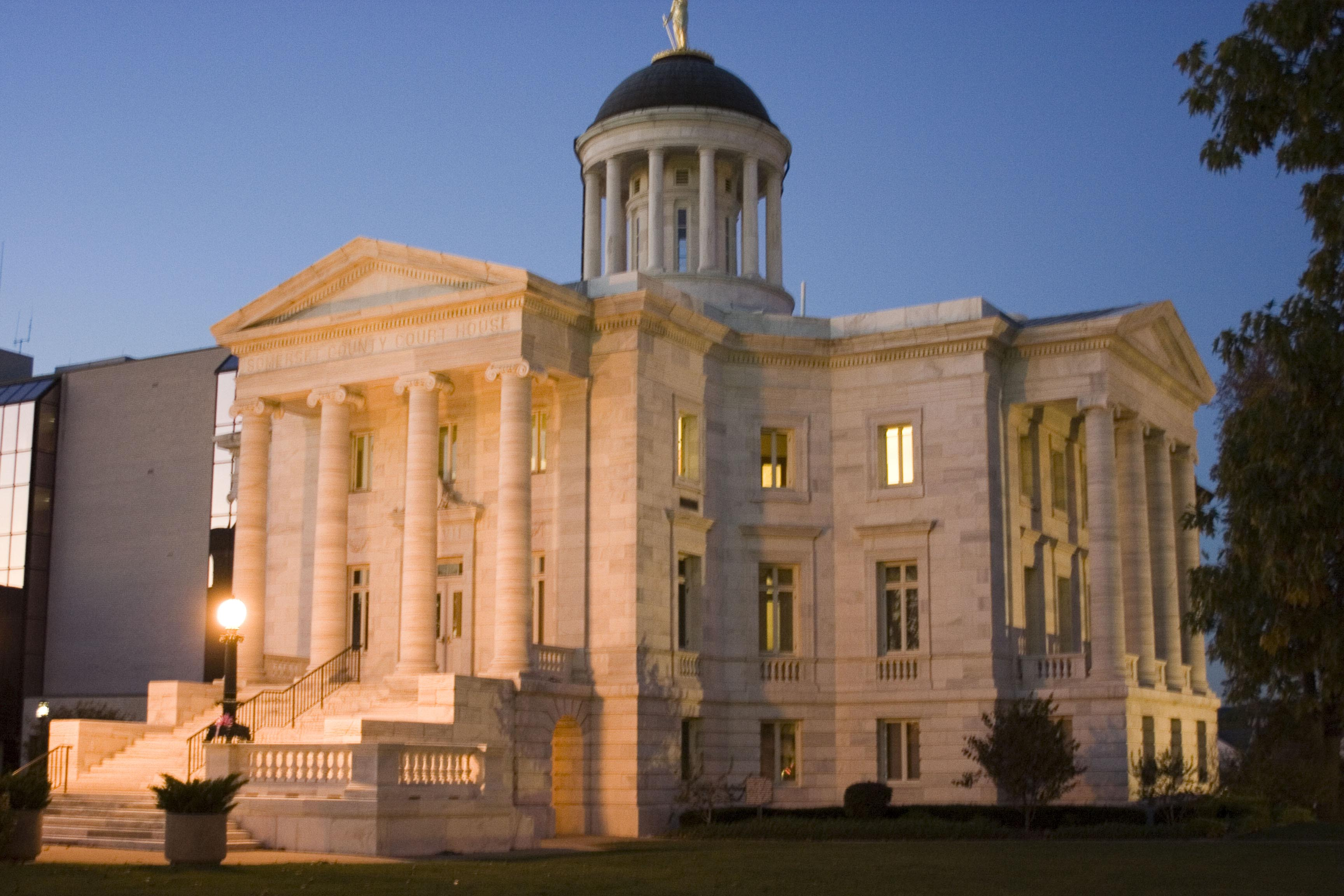
サマセット郡庁舎

以下は2010年国勢調査による人口統計データである。（　）内に2000年データを示す。
| 基礎データ - 人口: 323,444人 (297,490人) - 世帯数: 117,759 世帯 (108,984 世帯) - 家族数: 84,669 家族 (78,359 家族) - 人口密度: 413.80人/km2（1,071.7人/mi2）(377, 976) - 住居数: 123,127軒 (112,023軒) - 住居密度: 158軒/km2（408軒/mi2）(142, 368) 人種別人口構成 - 白人: 70.06% (79.34%) - アフリカン・アメリカン: 8.95% (7.53%) - ネイティブ・アメリカン: 0.17% (0.13%) - アジア人: 14.11% (8.38%) - 太平洋諸島系: 0.03% (0.04%) - その他の人種: 4.13% (2.74%) - 混血: 2.55% (1.83%) - ヒスパニック・ラテン系: 13.01% (8.68%) 先祖による構成（2000年データ） - イタリア系：17.6% - アイルランド系：11.4% - ドイツ系：9.3% - ポーランド系：7.5% 年齢別人口構成 - 18歳未満:25% (25.5%) - 18-24歳: 6.5% (5.9%) - 25-44歳: 26.4% (33.8%) - 45-64歳: 29.8% (23.5%) - 65歳以上: 12.4% (11.2%) - 年齢の中央値: 40歳 (37歳) - 性比（女性100人あたり男性の人口） - 総人口: 95.1 (95.4) - 18歳以上: 91.8 (92.1) | 世帯と家族（対世帯数） - 18歳未満の子供がいる: 35.9% (36.2%) - 結婚・同居している夫婦: 58.8% (60.6%) - 未婚・離婚・死別女性が世帯主: 9.5% (8.2%) - 非家族世帯: 28.1% (28.1%) - 単身世帯: 23.3% (22.8%) - 65歳以上の老人1人暮らし: 8.5% (7.0%) - 平均構成人数 - 世帯: 2.71人 (2.69人) - 家族: 3.22人 (3.19人) 収入と家計（2000年データ） - 収入の中央値 - 世帯: 76,933米ドル - 家族: 90,605米ドル - 性別 - 男性: 60,602米ドル - 女性: 41,824米ドル - 人口1人あたり収入: 37,970米ドル - 貧困線以下 - 対人口: 3.8% - 対家族数: 1.7%（国内最少） - 18歳未満: 3.8% - 65歳以上: 4.9% |

## 郡政府と政治
サマセット郡は5人の委員で構成される郡政委員会が統治している（ニュージャージー州では "Board of Chosen Freeholders" と呼ばれる）。郡全体を選挙区に党派選挙で選出される。任期は3年間である。毎年1人または2人が改選される。1月初めに開催される委員会で互選により議長と副議長を選出する。
その他に郡事務官、郡保安官、検認判事を選挙で選んでいる。委員会は常任の郡管理官を雇用し、日々の運営を監督させる。郡政府部門の長は指名され、委員会の決議で決められる。40の部門があり、常勤職員は1,400人、パートタイム職員は250人いる。
アメリカ合衆国下院議員の選挙ではニュージャージー州第7および第12選挙区に入っている。2013年時点では共和党議員1人、民主党議員1人を選出している。

### 政治
サマセット郡は州内でも保守的な郡として知られてきた。2004年アメリカ合衆国大統領選挙では、共和党のジョージ・W・ブッシュが民主党のジョン・ケリーに対して4.3%差で郡を制したが、州全体ではケリーが6.7%差で勝った。しかい2008年では、民主党のバラク・オバマが、1964年のリンドン・B・ジョンソン以来となるサマセット郡を制した民主党候補になった。オバマは共和党のジョン・マケインに対して6.1%差で郡を制したが、州全体では15.5%差だった。2009年ニュージャージー州知事選挙では、共和党のクリス・クリスティが56%を獲得し、34%だった民主党のジョン・コーザインを破った。2012年アメリカ合衆国大統領選挙では、オバマが郡投票総数の52.8%を取り、共和党のミット・ロムニーの47.2%に対して5.6%差を付けた。2008年と比べれば、0.5%落ちたことになった。

### 税
アメリカ合衆国内国歳入庁による2004年のデータでは、サマセット郡が連邦所得税平均納税額で国内8位になっている。平均額は16,502米ドルであり、調整後総収入の16.8%に相当した。

## 都市と町
サマセット郡には下記の自治体がある。国勢調査指定地域（CDP)と未編入の町はその所属するタウンシップの下に挙げる。名称の後の数字は右図の番号である。CDPと標記されない町は未編入の町である。

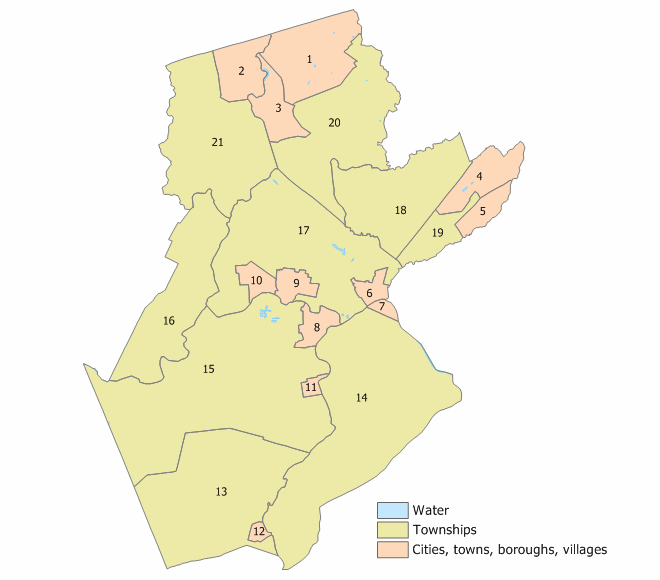
サマセット郡の自治体

- ベドミンスター・タウンシップ、21
  - ラミントン
  - プラックミン
  - ポッターズビル
- バーナーズ・タウンシップ、20
  - バスキングリッジ
  - リバティコーナー
  - ライアンズ
  - ウェストミリントン
- バーナーズビル・ボロ、1
- バウンドブルック・ボロ、6
- ブランチバーグ・タウンシップ、16
  - ネシャニックステーション
  - ノースブランチ
- ブリッジウォーター・タウンシップ、17
  - ブラドリーガーデンズCDP
  - グリーンノールCDP
  - フィンダーンCDP
  - マーティンズビルCDP
  - ミドルブルックハイツ
- ファーヒルズ・ボロ、3
- フランクリン・タウンシップ、14
  - イーストミルストーンCDP
  - フランクリンパークCDP
  - グリッグスタウンCDP
  - キングストンCDP
  - ミドルブッシュCDP
  - プレザントプレーンズCDP
  - シックスマイルランCDP
  - サマセットCDP
  - ウェストン
  - ザレファス
- グリーンブルック・タウンシップ、19
  - ワシントンロック
- ヒルズボロ・タウンシップ、15
  - ベルミードCDP
  - ブラックウェルズミルズCDP
  - フラッグタウン
  - ネシャニック
  - サウスブランチ
- マンビル・ボロ、8
- ミルストーン・ボロ、11
- モンゴメリー・タウンシップ、13
  - ベルミードCDP
  - ブローエンバーグCDP
  - ハーリンゲンCDP
  - スキルマンCDP
- ノースプレーンフィールド・ボロ、5
- ピーパック・グラッドストン・ボロ、2
  - グラッドストン
- ラリタン・ボロ、10
- ロッキーヒル・ボロ、12
- サマービル・ボロ、9 - 郡庁所在地
- サウスバウンドブルック・ボロ、7
- ウォーレン・タウンシップ、18
  - マウントベセル
- ワチャング・ボロ、4

see: New Jersey Local Name Search

## 教育
郡内には2つのカレッジがある。
- ラリタンバレー・コミュニティカレッジ、ノースブランチ、公立
- サマセット・クリスチャン・カレッジ、ザレファス、私立

ブリッジウォーターにあるサマセット郡工業大学 は、コンピュータ、医療関連、経営管理、美容、商業美術、マルティメディアの分野で、高校卒業者に教育を行う公立機関である。
郡内にはサマセットヒルズ学習機関 もある。これはABAの原理をつかうことで、自閉症の子供たちを教育する最新式のプログラムを提供している。
ニュージャージー州立大学のラトガース大学はラリタンバレー・コミュニティカレッジと共同で、学位取得プログラムを提供している。ラリタンバレー・コミュニティカレッジのノースブランチ・キャンパスでラトガースの授業に出席することになる。

## 公園とレクリエーション
郡内には多くの美しい郡立公園がある。例えば、ロード・スターリング公園（グレート湿地国立野生生物保護区の一部）、コロニアルパーク樹木園（バラ園がある）、ワシントンバレー公園（自転車、ハイキング道がある）、サワーランド山保存地（ハイキングとマウンテンバイク道がある）、ラリタン川グリーンウェイなどである。
郡南東部、フランクリン・タウンシップにはデラウェア・ラリタン運河があり、ハイキング、自転車乗り、ボート遊びができる。
ベドミンスターのトランプ・ナショナル・ゴルフクラブは著名実業家ドナルド・トランプが所有するゴルフ場である。